# Kako izdresirati zmaja
Kako izdresirati zmaja je američka medijska franšiza od strane DreamWorks Animationa i temelji se na istoimenom serijalu knjiga britanske autorice Cresside Cowell. Franšiza se se sastoji od tri igrana filma: Kako izdresirati zmaja (2010.), Kako izdresirati zmaja 2 (2014.) i Kako izdresirati zmaja 3 (2019.). Franšiza također uključuje pet kratkih filmova: Legend of the Boneknapper Dragon (2010.), Book of Dragons (2011.), Gift of the Night Fury (2011.), Utrke zmajeva: Početak (2014.) i How to Train Your Dragon: Homecoming (2019.). Filmska igrana adaptacija od Universal Picturesa je u produkciji i planirana za izlazak 13. lipnja 2025. godine.